# Apeadeiro de São Romão-A
Nota: Não confundir com a Estação de São Romão, também situada na Linha do Minho.
O Apeadeiro de São Romão-A é uma interface encerrada da Linha do Minho, situada no concelho de Trofa, em Portugal.

## História
Este apeadeiro encontra-se no troço da Linha do Minho entre as Estações de Campanhã e Nine, que entrou ao serviço, junto com o Ramal de Braga, no dia 21 de Maio de 1875.